# Hoppet, Västergötland
Hoppet är en sjö i Marks kommun i Västergötland och ingår i Viskans huvudavrinningsområde.